# Puccinia tolimensis
Puccinia tolimensis ist eine Ständerpilzart aus der Ordnung der Rostpilze (Pucciniales). Der Pilz ist ein Endoparasit der Korbblütlergattung Eupatorium. Symptome des Befalls durch die Art sind Rostflecken und Pusteln auf den Blattoberflächen der Wirtspflanzen. Sie ist in Südamerika verbreitet.

## Merkmale

### Makroskopische Merkmale
Puccinia tolimensis ist mit bloßem Auge nur anhand der auf der Oberfläche des Wirtes hervortretenden Sporenlager zu erkennen. Sie wachsen in Nestern, die als gelbliche bis braune Flecken und Pusteln auf den Blattoberflächen erscheinen.

### Mikroskopische Merkmale
Das Myzel von Puccinia tolimensis wächst wie bei allen Puccinia-Arten interzellulär und bildet Saugfäden, die in das Speichergewebe des Wirtes wachsen. Ihre Spermogonien und Aecien sind unbekannt. Die überwiegend unterseitig auf den Wirtsblättern wachsenden Telien der Art sind zimtbraun, kompakt und unbedeckt, sie stehen in dichten Gruppen. Die goldenen bis hell zimtbraunen Teliosporen sind zweizellig, in der Regel schmal eiförmig und 40–47 × 19–22 µm groß. Ihre Stiele sind gelblich bis hellbraun und bis zu 20 µm lang.

## Verbreitung
Das bekannte Verbreitungsgebiet von Puccinia tolimensis reicht von Südamerika bis Guatemala, ein isoliertes Vorkommen liegt in New York.

## Ökologie
Die Wirtspflanzen von Puccinia tolimensis sind verschiedene Wasserdoste (Eupatorium spp.). Der Pilz ernährt sich von den im Speichergewebe der Pflanzen vorhandenen Nährstoffen, seine Sporenlager brechen später durch die Blattoberfläche und setzen Sporen frei. Die Art durchläuft einen mikrozyklischen Entwicklungszyklus ohne Uredien, von dem bislang nur Telien sowie deren Wirt bekannt sind; Spermogonien und Aecien konnten ihr nicht zugewiesen werden.